# Sidydrassus tianschanicus
Espèce
Synonymes
- Drassodes tianschanica Hu & Wu, 1989

Sidydrassus tianschanicus est une espèce d'araignées aranéomorphes de la famille des Gnaphosidae.

## Distribution
Cette espèce se rencontre en Chine au Xinjiang et au Kazakhstan,.

## Description
La femelle holotype mesure 9,90 mm et le mâle paratype 8,00 mm.

## Systématique et taxinomie
Cette espèce a été décrite sous le protonyme Drassodes tianschanica par Hu et Wu en 1989. Elle est placée dans le genre Sidydrassus par Esyunin et Tuneva en 2002.

## Publication originale
- Hu & Wu, 1989 : « Spiders from agricultural regions of Xinjiang Uygur Autonomous Region, China. » Shandong University Publishing House, p. 1-435.